# (34377) 2000 RQ54
2000 RQ54 (asteroide 34377) é um asteroide da cintura principal. Possui uma excentricidade de 0.12684600 e uma inclinação de 11.78307º.
Este asteroide foi descoberto no dia 3 de setembro de 2000 por LINEAR em Socorro.